# Thiên hoàng Senka
Thiên hoàng Tuyên Hóa (宜化天皇 (Tuyên Hóa Thiên hoàng) Senka-tennō) là Thiên hoàng thứ 28 của Nhật Bản theo trật tự kế vị truyền thống. Không có ngày tháng chắc chắn về cuộc đời và thời đại của Thiên hoàng này. Senka được cho là đã trị vì đất nước vào giữa thế kỷ 6, nhưng rất hiếm thông tin về ông. Các học giả chỉ còn biết than phiền rằng vào thời điểm này, chưa có đủ cứ liệu để thẩm tra và nghiên cứu thêm.
Dưới triều ông, Soga no Iname là người đầu tiên có thể xác minh được phong "Thần" hay Omi – bề tôi – (còn gọi là Ō-omi).
Khi Thiên hoàng Ankan qua đời, ông không có con nối dõi, vì vậy, em trai ông là Thiên hoàng Senka lên kế vị. Vì khi lên ngôi ông đã rất già (69 tuổi), và triều đại ông chỉ kéo dài có 3 năm, không nhiều sự kiện hay thành tựu đạt được dưới triều của ông.